# Sauveterre-Saint-Denis
 Sauveterre-Saint-Denis  es una población y comuna francesa, en la región de Aquitania, departamento de Lot y Garona, en el distrito de Agen y cantón de Astaffort.

## Demografía
| 470 | 441 | 422 | 396 | 425 | 421 |
| Para los censos de 1962 a 1999 la población legal corresponde a la población sin duplicidades (Fuente: INSEE [Consultar]) |     |     |     |     |     |